# Kalinovac (Kroatië)
Kalinovac is een gemeente in de Kroatische provincie Koprivnica-Križevci.
Kalinovac telt 1725 inwoners. De oppervlakte bedraagt 27,39 km², de bevolkingsdichtheid is 63 inwoners per km².

## Geboren in Kalinovac
- Josip Manolić (1920-2024), politicus

Steden (gradovi): Koprivnica · Đurđevac · Križevci

Gemeenten (općine): Drnje · Đelekovec · Ferdinandovac · Gola · Gornja Rijeka · Hlebine · Kalinovac · Kalnik · Kloštar Podravski · Koprivnički Bregi · Koprivnički Ivanec · Legrad · Molve · Novigrad Podravski · Novo Virje · Peteranec · Podravske Sesvete · Rasinja · Sokolovac · Sveti Ivan Žabno · Sveti Petar Orehovec · Virje